# Nemegtosaurus
Nemegtosaurus là một chi khủng long, được Nowinski mô tả khoa học năm 1971.